# Dècada del 1600

## Esdeveniments
- Invenció del telescopi i el termostat
- Amsterdam esdevé el centre econòmic del món
- Publicació de El Quixot

## Personatges destacats
- William Shakespeare
- Guy Fawkes
- Galileo Galilei
- François de Malherbe
- Miguel de Cervantes Saavedra
- Felip III de Castella
- Elisabet I d'Anglaterra